# Téveszme
A téveszme, téveseszme, delúzió (latinul: delusio) vagy doxazma (görögül: δόξασμα) fogalmát a gondolkodásban felismerhető, sajátos tartalmi csoport köré szerveződő, irreálisnak ható olyan gondolatképződmény leírására használjuk, amelynek igazságához az egyén a nyilvánvaló ellentmondás ellenére makacsul ragaszkodik. Nevezik tévképzetnek is.

## Az alkalmazás dilemmái
Az orvosi javaslat szerint hatékony határvonalat célszerű húzni a fogalomba beletartozók és bele nem tartozók közé.
Ennek egyik oka, hogy bizonyos esetekben a terápiás interjú vezetője sem lehet abszolút döntőbírója az elmondottak realitásértékének. A kliens által elmondottak például olyan téma köré szerveződhetnek, amihez az interjúvezető nem, vagy nem eléggé ért. Ilyen esetekben az interjúvezető túlzott magabiztossága a doxazma megjelölésére vezetheti az interjúert, holott esély lehet rá, hogy a kliens gondolkodása csak azért tűnik irreálisnak, mert a beszédtémájának, például egy összeesküvés-elméletnek egy fel nem fedezett szakértőjévé vált.
Így a fogalom hatóköre alá azokat soroljuk, akik képtelenek elismerni saját igazukhoz való ragaszkodásuk mellett, hogy akár tévedhetnek is.

## A fogalom használata
A téveszmék, mint a pszichotikus tünetek általában, számos mentális zavar tünetei lehetnek, ugyanakkor önálló zavarként is diagnosztizálhatók. A DSM-5-ben deluzionális zavarként, a BNO rendszerben perzisztens delusionalis rendellenességként F(22) szerepelnek önálló kórképként.  

## A doxazma fajtái
A téveszméket aszerint csoportosítjuk, hogy milyen tematika köré szerveződnek az egyén gondolatai. Főbb fajtái a következők:
- holotim: a hangulati élettel színezett téves eszme (lásd a megalomán és mikromán doxazmát)
- megalomán: a saját személy túlhangsúlyozását célzó gondolkodás
- mikromán: a saját személy túlzott lekicsinylése köré szerveződő gondolatáramlás
- grandiózus: saját személlyel kapcsolatos nagyszabású jövőkép köré szerveződő gondolkodás
- erotomán: híres személyekkel való erotikus fantáziák uralta gondolkodás
- religiózus: vallási tartalmak köré szerveződő gondolkodás, mely túlzó, irreális, valamint az életvitelében gátolja az egyént
- paranoid, üldöztetéses (perzekutoros): félelmekkel és/vagy szorongással kísért gondolatszövevények jellemzik, ahol az egyén a világ fenyegető voltát, ártó szándékát éli meg
- befolyásoltatásos: környezetnek tulajdonított befolyásolási szándék feltételezésére épült gondolatképződmény
- vonatkoztatásos: az egyén tőle független eseményeket hoz kapcsolatba saját magával (például "Miattam esik az eső"), vagy egymástól független dolgok egymásra vonatkozóságát állítja (például "Abból tudom hogy megcsal a feleségem, hogy poros az üvegcserép")
- gondolatelvonásos: az egyén azt érzi, hogy nincsenek gondolatai, vagy ha vannak, akkor azt mások tették oda (például "Most tudom folytatni az elbeszélést, mert az UFO-k visszaadták a gondolataimat")
- érzelemelvonásos: az egyén azt érzi, hogy nincsenek érzései, vagy ha vannak, akkor azokat mások tették oda (például "Nem érzek semmit. Minden érzést elvittek tőlem")
- perlekedős (kverulátoros): a személy azt hiszi, hogy perlekedni, vitatkozni akarnak vele állandóan, szándékosan bosszantják (például "Most mit fog beírni a jelentésbe? Miért azt írja be?")
- bűnösségi tartalmú: a személy azt hiszi egy saját cselekedetéről, mely mások számára nem túl irritábilis, hogy vele valami szörnyű bűnt követett el (például "Segítsenek rajtam, szörnyű bűnt követtem el")
- elszegényedéses: a személy folyamatosan azt hiszi, hogy csődbe fog jutni (például "Soha nem lehet elég pénzem, muszáj dolgoznom, mert egyszer különben éhen halhatok")